# Hey There, It's Yogi Bear
Hey There, It's Yogi Bear! (Yogi Bear, el oso famoso en Hispanoamérica y Las aventuras del Oso Yogui en España) es una película de animación estadounidense de 1964, producida por Hanna-Barbera y distribuida por Columbia Pictures. La película está protagonizada por las voces de Daws Butler, Don Messick, Julie Bennett, y Mel Blanc. Está inspirada en el Oso Yogui, siendo su primera película.

## Reparto
| Personaje                     | Actor de Voz    | Doblaje latinoamericano                                      |
| ----------------------------- | --------------- | ------------------------------------------------------------ |
| Oso Yogui                     | Daws Butler     | Eduardo Arozamena Pasarón                                    |
| Oso Bubu/Guardabossques Smith | Don Messick     | Eugenia Avendaño (Boo Boo) Juan José Hurtado (Guardabosques) |
| Osa Cindy                     | Julie Bennett   |                                                              |
| Grifter Chizzling             | Mel Blanc       |                                                              |
| Snively                       | J. Pat O'Malley |                                                              |
| Vendedor de Palomitas de Maíz | Hal Smith       |                                                              |

## Lanzamiento en DVD
Warner Home Video , lanzó la película en DVD el 2 de diciembre de 2008. El DVD viene con los idiomas y subtítulos en inglés, español y portugués, además de la relación de aspecto de pantalla completa (4 x 3) y sólo tres remolques para otras liberaciones del studio, como los extras de esta edición.

## Producción
La película de animación musical fue producida y dirigida por William Hanna y Joseph Barbera, con una historia de Hanna, Barbera, y el ex caricaturista de Warner Bros, Warren Foster. Cuando el estudio Warner Bros. Cartoons , se cerró en mayo de 1963, varios de sus animadores, incluyendo Gerry Chiniquy , Friz Freleng y Ken Harris, se unió a Hanna-Barbera para trabajar en esta película.